# NGC 2922
NGC 2922 est une galaxie spirale barrée de type magellanique ( ? ). Elle est située dans la constellation du Petit Lion. NGC 2922 a été découverte par l'astronome français Édouard Stephan en 1884.

## Caractéristiques
La classe de luminosité de NGC 2920 est V-VI et elle présente une large raie HI. De plus, c'est une galaxie du champ, c'est-à-dire qu'elle n'appartient pas à un amas ou un groupe et qu'elle est donc gravitationnellement isolée.

### Distance
Sa vitesse par rapport au fond diffus cosmologique est de 4 602 ± 17 km/s, ce qui correspond à une distance de Hubble de 67,9 ± 4,8 Mpc (∼221 millions d'al).

### Classification
La classification de NGC 2922 est incertaine. La base de données NASA/IPAC indique que sa morphologique est de type irrégulière magellanique (Im ?), mais la classe comme une spirale intermédiaire (SABc). Wolfgang Steinicke la classe comme une irrégulière magellanique et HyperLeda comme une spirale barrée magellanique. Le professeur Seligman la classe simplement comme une spirale barrée, ce qui semble correspondre à l'image de l'étude SDSS qui montre assez clairement la présence d'une barre et de deux bras spiraux. Une galaxie de type magellanique ne compte qu'un bras spiral. Notons qu'avec une dimension de 69 kal, cette galaxie semble un peu grosse pour être qualifier de magellanique, car ce type de galaxie est habituellement une petite galaxie ou même une galaxie naine.